# Girl in Red
Marie Ulven Ringheim (Horten, 1999. február 16. –) norvég énekes-dalszerző és lemezproducer, főleg a Girl in Red nevű indie pop projektéről ismert. Első középlemezei, a Chapter 1 (2018) és Chapter 2 (2019) témájukban főleg a mentális egészséget és a romantikus kapcsolatokat dolgozták fel, ezeket a korai munkákat még a saját hálószobájában vette fel a művész. Debütáló stúdióalbuma, a 2021-ben kiadott If I Could Make It Go Quiet a kritikusok és a hallgatók körében egyaránt népszerűnek bizonyult; háromszor nyerte el vele a a norvég Grammy-díjként emlegetett Spellemannprisen díjat.
Az amerikai Paper magazin „queer ikonnak” nevezte az énekesnőt, a The New York Times pedig egyenesen a „gitárzene világának egyik legfrappánsabb és legizgalmasabb énekes-dalszerzőjeként” említi. 2021 januárjában az I Wanna Be Your Girlfriend (2017) és a We Fell in Love in October (2018) című kislemezei arany minősítést kaptak az Egyesült Államokban.

## Gyermekkora
A norvégiai Horten városában született 1996-ban. Elvált szülők gyermeke, lánytestvérei vannak. Szülővárosát, ahol felnőtt egy interjúban csendesnek és unalmasnak nevezte. Édesapja rendőr volt, anyja a technológiai iparban helyezkedett el. Kezdetben a tanári pálya keltette fel az érdeklődését, azonban tizennégy éves korában megismerkedett a zene világával.
2012 karácsonyakor, tizennégy éves korában nagyapja gitárt ajándékozott neki. Nagyapja tudott gitározni és zongorázni, Ringheim elmondása szerint neki köszönheti, hogy felkeltette az érdeklődését a zene iránt. Egyedül, otthon tanult meg zongorázni, gitározni és zenei utómunkálatokat végezni. Bár elkezdett norvég nyelvű zenét játszani és és zenei tanulmányokat tervezett, nem hitte, hogy zenész lesz belőle.

## Zenei pályafutása

### 2015–2017: SoundCloud és azI Wanna Be Your Girlfriend
Miután apjától egy új mikrofont kapott 2015-ben, elkezdett a SoundCloudra posztolni különböző norvég nyelvű zenéket, Lydia X álnéven. Az akkori gitártanárával hat hónapon belül megromlott a kapcsolata, ugyanis a tanár nem volt hajlandó elismerni a dalszerzés és a produceri munka iránti érdeklődését. A Girl in Red művésznevet (magyarul: „lány pirosban”) azután találta ki, hogy egy szöveges üzenetben így hivatkozott magára, amikor egyik barátjával egymást keresték egy koncert tömegében. Az új becenév alatt 2016 novemberében kiadta debütáló kislemezét, az I Wanna Be Your Girlfriendet, amit öt hónap alatt nagyjából mindössze ötezerszer hallgatták meg a SoundCloud platformon. Miután egy norvég zenei weboldal, az NRK Urørt beszámolt a dalról, az énekesnő közösségi média fiókjain megtöbbszörözte követőinek számát és több ezren kezdték streamelni a számot.

### 2018–2019: AChapter 1ésChapter 2

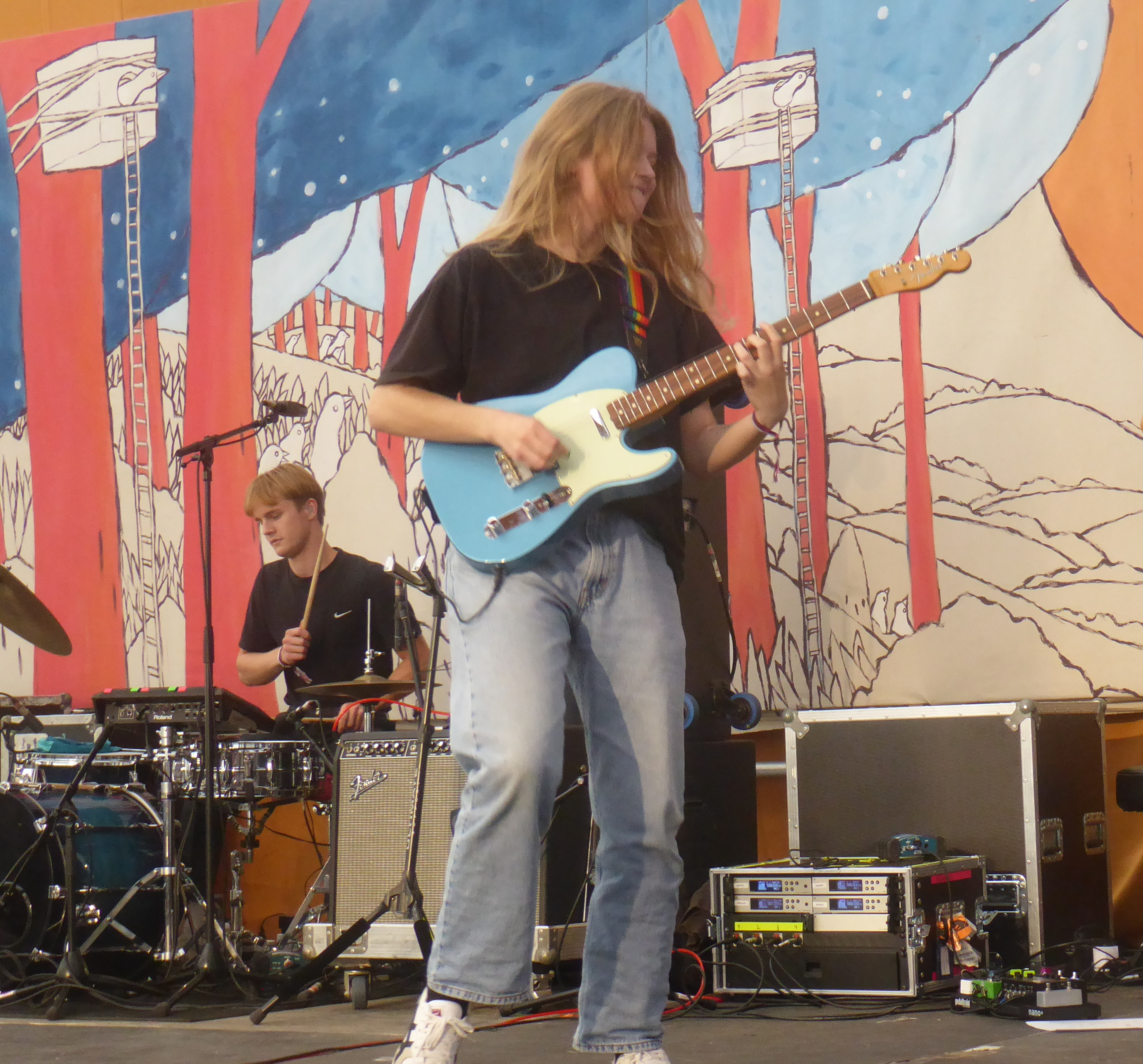
Girl in Red a 2019-es End of the Road Festivalon

2018-as kislemezei, a Summer Depression és a Girls milliós nézettséget és streaming-mutatókat értek el az interneten. 2019 elején megnyerte az első zenei díját, amikor a norvég GAFFA Awardson ő lett „az év új norvég előadója”.
2018 márciusában az Apple Musicon is kiadta az I Wanna Be Your Girlfriendet, ami több rangos díjat is nyert. Ugyanezen év szeptemberében kiadta első középlemezét, ami a Chapter 1 címet kapta. Pár hónappal később, novemberben kiadta a We Fell in Love in October című önálló kislemezét.
Első észak-amerikai turnéjára 2019 márciusától került sor, amikor is Conan Grayt kísérte el a The Sunset Showson, Gray előtt lépett fel. Második középlemezét, a Chapter 2-t és az egész munkásságát tömörítő válogatásalbumot, a Beginningset 2019. szeptember 6-án adta ki, az AWAL kiadón keresztül. Első saját turnésorozatát 2019 októberében élhette át, ez volt a World in Red turnésorozat, ami során olyan városokat látogatott meg mint Dublin vagy San Francisco.

### 2020–napjainkig:If I Could Make It Go Quiet

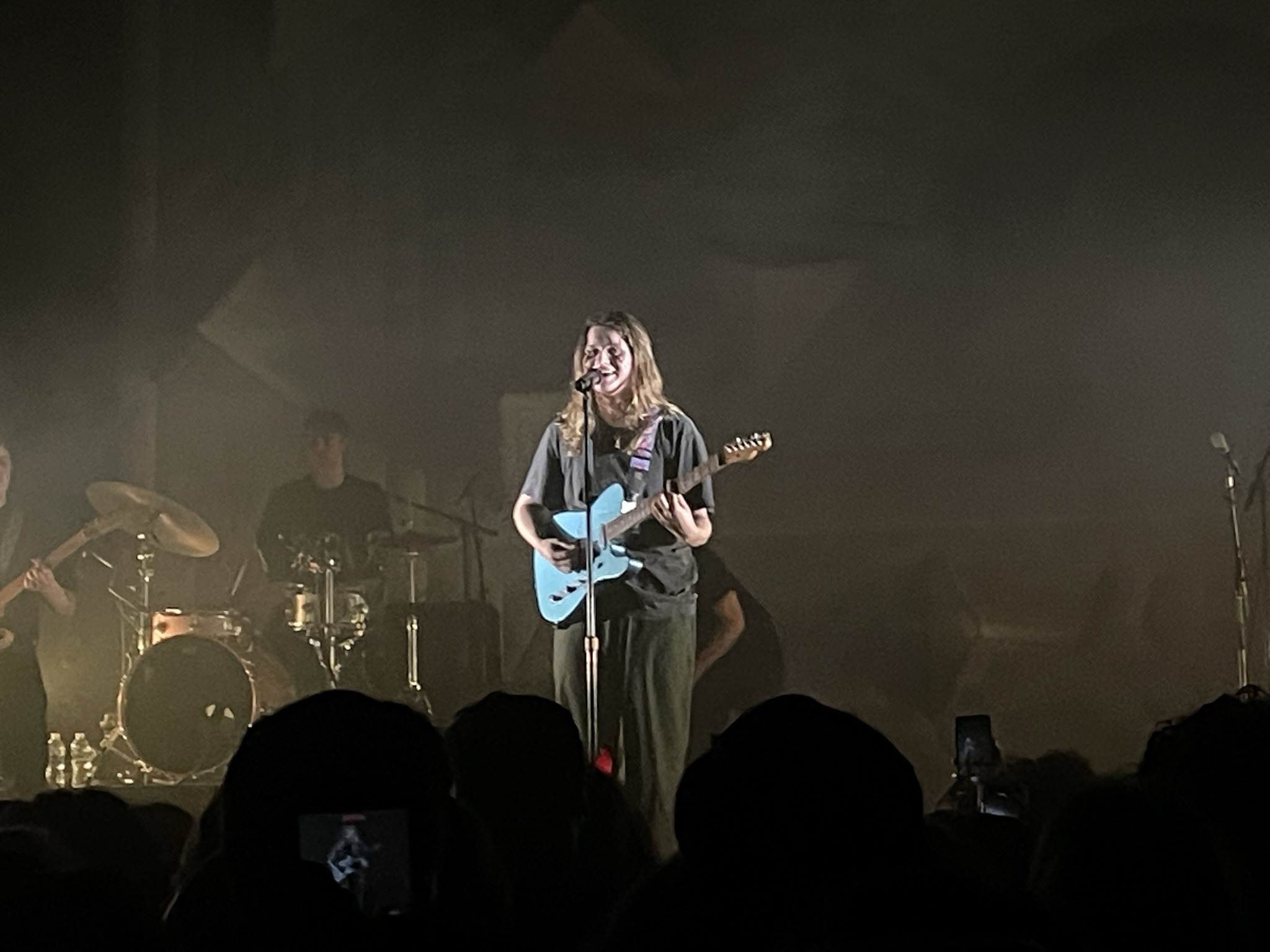
Ringheim a Brooklyn Steelben lép fel a 2022-es Make It Go Quiet turnésorozat részeként

2019 decemberében a brit AWAL lemezkiadóval aláírt egy nemzetközi lemezszerződést. A szituáció sajátossága volt, hogy az összes eddigi munkáját, melyeket ő maga adott ki saját kiadásban a különböző digitális platformokon az AWAL neve alatt regisztrálták. A szerződés aláírását követő hónapokban a Gay Times, a Dork magazin és a New Musical Express zenei szaklap címlapján is szerepelt. Kiadta a Kate's Not Here című kislemezt, ami a The Turning című amerikai háborús filmdrámának filmzenéje volt. Még ebben az évben jelölték a norvég Grammy-díjként emlegetett Spellemannprisen díjra az „az év új előadója” kategóriájában. 2020 májusában felkerült a Dazed magazin TOP 100-as listájára, miután az I Wanna Be Your Girlfriend kislemeze elérte a 150 millió lejátszást.
2020-ban népszerű szimbólumává vált a queer identitásnak a TikTok közösségi videómegosztó platformnak köszönhetően. Az alkalmazás felhasználói csak annyit kérdeztek egymástól, hogy „Hallgatsz Girl in Redet?”, ezzel diszkréten megkérdezve a másikat, hogy leszbikus-e. Novemberben jelent meg önálló karácsonyi kislemeze, Two Queens in a King Sized Bed címmel. A 2020-as P3 Gull Awards-on elnyerte az „Év Művésze” díjat.
2021. április 30-án jelent meg debütáló stúdióalbuma If I Could Make It Go Quiet címmel. Albumborítója, amelyet Fredrik Wiig Sørensen norvég festőművész készített, eredetileg egy 80x80 cm-es vászonra festett olajfestmény volt The Antizero címmel.
2022. október 14-én megjelent új kislemeze, az October Passed Me By, ami a We Fell in Love in October folytatása.

## Magánélete
Ulven Oslo Grünerløkka kerületében él. Nyíltan homoszexuális, felvállalja queer identitását.
2021-ben a nyilvánosság elé tárta, hogy obszesszív-kompulzív zavarrral és generalizált szorongásos zavarral diagnosztizálták.

## Diszkográfia

### Stúdióalbumok
- 2021: If I Could Make It Go Quiet

### Válogatásalbumok
- 2019: Beginnings

### Középlemezek
- 2018: Chapter 1
- 2019: Chapter 2

### Kislemezek
- 2017: I Wanna Be Your Girlfriend
- 2017: Will She Come Back
- 2017: Dramatic Lil Bitch
- 2018: Say Anything
- 2018: She was the Girl in Red
- 2018: Summer Depression
- 2018: 4am
- 2018: Girls
- 2018: We Fell in Love in October
- 2019: Watch You Sleep
- 2019: I Need to Be Alone
- 2019: Dead Girl in the Pool
- 2019: I’ll Die Anyway
- 2019: Bad Idea!
- 2020: Kate's Not Here
- 2020: Something New
- 2020: Midnight Love
- 2020: Rue
- 2020: Two Queens in a King Sized Bed
- 2021: Serotonin
- 2021: You Stupid Bitch
- 2022: October Passed Me By
- 2024: Too Much
- 2024: DOING IT AGAIN BABY
- 2024: You Need Me Now? ft. Sabrina Carpeneter

## Díjai, elismerései
| Szervezet                        | Év   | Kategória                      | Jelölés tárgya                | Eredmény  | Forr.  |
| -------------------------------- | ---- | ------------------------------ | ----------------------------- | --------- | ------ |
| BBC                              | 2020 | Sound of 2021                  | Girl in Red                   | Jelölve   | [ 43 ] |
| Dork                             | 2019 | Hype List 2020                 | Girl in Red                   | Első hely | [ 44 ] |
| GAFFA Awards (Norvégia)          | 2018 | Az év új norvég előadója       | Girl in Red                   | Elnyerte  | [ 19 ] |
| GAFFA Awards (Norvégia)          | 2018 | Legjobb norvég sláger          | Girls                         | Jelölve   | [ 45 ] |
| Music Moves Europe Talent Awards | 2019 | Általános díj                  | Girl in Red                   | Elnyerte  | [ 46 ] |
| P3 Gull                          | 2018 | Az év érintetlenje             | I Wanna Be Your Girlfriend    | Elnyerte  | [ 47 ] |
| P3 Gull                          | 2019 | Az év új előadója              | Girl in Red                   | Jelölve   | [ 48 ] |
| P3 Gull                          | 2020 | Az év előadója                 | Girl in Red                   | Elnyerte  | [ 49 ] |
| Spellemannprisen                 | 2020 | Az év új előadója              | Girl in Red                   | Jelölve   | [ 50 ] |
| Spellemannprisen                 | 2020 | Gramo-ösztöndíj                | Girl in Red                   | Jelölve   | [ 50 ] |
| Spellemannprisen                 | 2022 | Az év albuma                   | If I Could Make It Go Quiet   | Elnyerte  | [ 51 ] |
| Spellemannprisen                 | 2022 | Az év dalszerzője              | If I Could Make It Go Quiet   | Elnyerte  | [ 51 ] |
| Spellemannprisen                 | 2022 | Az év szövegírója              | If I Could Make It Go Quiet   | Jelölve   | [ 51 ] |
| Spellemannprisen                 | 2022 | Legjobb alternatív pop/rock    | If I Could Make It Go Quiet   | Jelölve   | [ 51 ] |
| Spellemannprisen                 | 2022 | Legjobb előadó                 | Girl in Red                   | Elnyerte  | [ 51 ] |
| Spellemannprisen                 | 2022 | Az év dala                     | Serotonin                     | Jelölve   | [ 51 ] |
| Spellemannprisen                 | 2022 | Az év zenei videoklipje        | Body & Mind                   | Jelölve   | [ 51 ] |
| Spellemannprisen                 | 2022 | Az év producere                | Girl in Red és Mattias Tellez | Jelölve   | [ 51 ] |
| GLAAD Media Award                | 2022 | Kiemelkedő áttörő zenei előadó | If I Could Make It Go Quiet   | Jelölve   | [ 52 ] |
| Libera Awards                    | 2022 | Áttörő művész/lemez            | If I Could Make It Go Quiet   | Függőben  | [ 53 ] |
| Libera Awards                    | 2022 | Legjobb alternatív rocklemez   | If I Could Make It Go Quiet   | Függőben  | [ 53 ] |

## Turnék
- The World in Red Tour (2019)[54][55]
- Make It Go Quiet Tour (2022)[56]

Vendégelőadóként
- Fall Tour (2018) (Clairo)[57][58]
- The Sunset Shows (2018–19) (Conan Gray)[59][60]
- Happier Than Ever, The World Tour (2022) (Billie Eilish)[61]

## Fordítás
- Ez a szócikk részben vagy egészben  a   Girl in Red című angol Wikipédia-szócikk ezen változatának fordításán alapul.  Az eredeti cikk szerkesztőit annak laptörténete sorolja fel. Ez a jelzés csupán a megfogalmazás eredetét és a szerzői jogokat jelzi, nem szolgál a cikkben szereplő információk forrásmegjelöléseként.